# Thomas Beauchamp, 12.º Conde de Warwick
Thomas Beauchamp, 12.º Conde de Warwick KG (16 de março de 1338 – 8 de abril de 1401) foi um nobre medieval inglês e um dos principais oponentes de Ricardo II da Inglaterra.

## Vida e carreira
Era filho de Tomás de Beauchamp, 11.º Conde de Warwick e de sua esposa, Catarina Mortimer, filha de Rogério Mortimer, 1.º Conde de March (m. 1369).
Nomeado cavaleiro por volta de 1355, acompanhou João de Gante em campanhas na França em 1373, e por volta dessa época foi feito Cavaleiro da Jarreteira. Nos parlamentos de 1376 e 1377 foi um dos nomeados para supervisionar a reforma do governo do rei Ricardo II. Quando estes não foram tão eficazes quanto o esperado, Beauchamp foi nomeado governador do rei. Em 1377, ou 1378, concedeu as mansões de Croome Adam (atualmente Earls Croome) em Worcestershire e Grafton Flyford em Warwickshire a Henrique de Ardern por uma rosa vermelha.
Foi um dos Senhores Apelantes que, em 1387, se esforçaram para separar Ricardo II de seus favoritos. Depois que Ricardo recuperou o poder, Beauchamp retirou-se para suas propriedades, mas foi convidado a Londres em um ardil em 1397 e acusado de alta traição, supostamente como parte da conspiração do conde de Arundel. Foi preso na Torre de Londres (no que atualmente é conhecido como a "Torre Beauchamp"), confessou-se culpado e atirou-se à mercê do rei. Perdeu suas propriedades e títulos, e foi condenado à prisão perpétua na Ilha de Man. No ano seguinte, no entanto, foi transferido de volta para a Torre, até ser libertado em agosto de 1399 após a captura de Ricardo II por Henrique de Bolingbroke.
Beauchamp morreu em 1401 (as fontes diferem se em 8 de abril ou 8 de agosto), e foi sucedido por seu filho Richard Beauchamp, 13.º Conde de Warwick. Foi enterrado com sua esposa Margaret no transepto sul da Igreja Colegiada de Santa Maria em Warwick, mas seu túmulo foi destruído pelo fogo em 1694. Apenas o bronze monumental sobreviveu, que ainda está em exibição na igreja.

## Casamento e filhos
Casou-se com Margaret Ferrers, filha de William Ferrers, 3.º Barão Ferrers de Groby com sua esposa Margaret d'Ufford, filha de Robert d'Ufford, 1.º Conde de Suffolk. Com sua esposa, teve descendência, incluindo:
- Richard Beauchamp, 13.º Conde de Warwick (1382–1439), herdeiro, com descendência.
- Agnes de Beauchamp, casou-se com Thomas Borges de Wraxall e Braunton (m. 1401).